# Округ Ел Пасо (Тексас)
Округ Ел Пасо (енгл. El Paso County) је округ у америчкој савезној држави Тексас. По попису из 2010. године број становника је 800.647.

## Демографија
Према попису становништва из 2010. у округу је живело 800.647 становника, што је 121.025 (17,8%) становника више него 2000. године.
| Група             | 2000.           | 2010.           |
| Белци             | 115.535 (17,0%) | 105.246 (13,1%) |
| Афроамериканци    | 20.809 (3,1%)   | 24.864 (3,1%)   |
| Азијати           | 6.633 (1,0%)    | 8.284 (1,0%)    |
| Хиспаноамериканци | 531.654 (78,2%) | 658.134 (82,2%) |
| Укупно            | 679.622         | 800.647         |